# Leptocoma sericea
Leptocoma sericea là một loài chim trong họ Nectariniidae.